# Australodelphis
Australodelphis is een geslacht van uitgestorven dolfijnen uit het Plioceen, met één beschreven soort, Australodelphis mirus. Het geslacht is bekend van fossielen gevonden in de Sørsdal Formatie in Vestfoldbergen, Oost-Antarctica. Het geslacht wordt genoemd als een voorbeeld van convergente evolutie met walvissen.

## Naamgeving
De naam Australodelphis komt van het Latijnse australis, wat zuidelijk betekent, en het Griekse δελφίς delphís (Latijnse vorm: delphinus/delphin, zelden delphis) wat dolfijn betekent. De soortnaam mirus is latijn voor vreemd of prachtig en werd gekozen om de onverwachte morfologie van het type-monster. Hoewel hij niet beschreven werd voor 2002 werd het type-monster van A. mirus verzameld tussen 1985 en 1986, en nog vier andere monsters werden gevonden tussen 1986 en 1994. Voor de benoeming Australodelphis van 2002 werd het geslacht tussen 1988 en 1993 kort genoemd in verschillende publicaties. Het holotype, een schedel, werd in 1988 door R.E. Fordyce afgebeeld, en de naam Australodelphis mirus verscheen voor het eerst als nomen nudum in E.H. Colberts "Mesozoic and Cainozoic tetrapod fossils from Antarctica" uit 1991. Een tweede Australodelphis-soort werd door R.E. Fordyce en G. Quilty genoemd in een publicatie uit 1933 over de stragigraphische context van de Marine Plain afzettingen, maar deze tweede soort is nog niet formeel beschreven.